# Federico Castelluccio
Federico Castelluccio (født 29. april 1964 i Napoli i Italien) er en italiensk-amerikansk skuespiller som er mest kendt for sin rolle som Furio i den prisbelønnede tv-serie The Sopranos, hvor han medvirkede i 36 episoder i perioden 2000 til 2002.
Castelluccio er født i Italien, men er opvokset i New Jersey, som hans forældre flyttede til i 1968. Han filmdebuterede så sent som i 2001 i krimi-komedien Made og har sidenhen gæsteoptrådt i tv-serien NYPD Blue (2003). Han har tillige haft en større rolle i filmen The Obscure Brother fra 2007.